# Barrio Montecarlo
Montecarlo es un barrio de la localidad de Del Viso, partido del Pilar, ubicada al noroeste de la provincia de Buenos Aires; limita con la Panamericana a la altura del km 45 del Ramal Pilar, el cementerio privado Recoleta y el barrio La Lomada.
Es un barrio Cerrado y en sus ingresos posee vigilancias que controlan el ingreso/egreso, si bien es un barrio municipal que fue cerrado por los vecinos para mejorar la seguridad, por lo cual con aportes voluntarios pagan dicha vigilancia
Antiguamente la zona era de bañados y lagunas, a fines de la década del '50 empezaron a habitarla solo unas quintas, en la década del '90 se popularizó con la construcción de la autopista panamericana, y hacia la década del 2000 el barrio creció con el boom de los barrios privados y countries, mucha gente eligió este barrio ya que no tiene EXPENSAS sino colaboración para las vigilancias.
En infraestructura de servicio cuenta con electricidad, gas y teléfono.

## Subdivisiones
Está formada por 40 ha con 2200 lotes de 360 m² promedio.

## Las Plazas
En el 2011 un grupo de jóvenes que querían convertir el predio de una manzana y media, en verdaderas plaza, tras intentarlo y ante la negativa de un pequeño grupo de vecinos minoritarios, se siguió intentando, se decidió buscar el consejo de otras agrupaciones, fue así donde conocieron a la Juventud de Pte. Derqui donde le brindaron toda ayuda y pudieron así lograr una reunión con el Intendente Municipal el Dr. Humberto Zuccaro, le presentaron el proyecto y fue aprobado, el 2 de mayo de 2011 comenzaron las obras, culminando para su inauguración el Sábado 18 de junio del mismo año.
Ahora las plazas (de Montecarlo y de la amistad) cuenta con cancha de Vóley, una cancha de futbol, Juegos nuevos para los más chicos, Iluminación apropiada en todo el perímetro, cestos de residuos, bancos caminos asfaltados y una re-parquizacion. Además de la cancha de tenis que ya se encontraba construida antes de la última reforma.

## Asociación Civil
Tras el éxito logrado en la aprobación de su proyecto de plazas, los jóvenes quien lo lideraron formalizaron esa unión, hoy son la ASOCIACIÓN CIVIL JUVENTUD DE MONTECARLO, y con nombramiento municipal para la administración y cuidado de dichas plazas.
www.facebook.com/juventudmontecarlo 
En la actualidad, la entidad y sus asociados cuidan la plaza manteniéndola e informando al municipio el estado de las mismas